# Ижевский район (Рязанская область)
Ижевский район — административно-территориальная единица в составе Московской и Рязанской областей, существовавшая в 1929—1963 годах. Центр — село Ижевское.
Ижевский район был образован 12 июля 1929 году в составе Рязанского округа Московской области. В состав района вошли следующие сельсоветы бывшей Рязанской губернии:
- из Ижевской волости Спасского уезда: Выжелесский, Городковический, Городновский, Дегтянский, Деревенский, Дмитриевский, Зыкеевский, Иванковский, Ижевский, Кучинский, Лакашинский, Малевский, Малышевский, Новолупяжинский, Ореховский, Папушевский, Погорский, Стариковский
- из Гиблицкой волости Касимовского уезда: Двориковский, Лубяниковский.

30 июля 1930 года в связи с ликвидацией окружной системы в СССР Ижевский район перешёл в прямое подчинение Московской области.
31 мая 1937 года были упразднены Городковический и Папушевский с/с.
26 сентября 1937 года Ижевский район вошёл в состав Рязанской области.
По данным 1945 года Ижевский район делился на 17 сельсоветов: Выжелесский, Городновский, Двориковский, Дегтянский, Деревенский, Дмитриевский, Зыкеевский, Иванковский, Ижевский, Кучинский, Ликашинский, Лубяниковский, Малышевский, Ново-Лувяжинский, Ореховский, Погорский и Стариковский.
В 1963 году Ижевский район был упразднён.